# Стасі-Ляс
Стасі-Ляс (пол. Stasi Las) — село в Польщі, у гміні Сероцьк Леґьоновського повіту Мазовецького воєводства.
Населення — 630 осіб (2011).
У 1975-1998 роках село належало до Варшавського воєводства.

## Демографія
Демографічна структура станом на 31 березня 2011 року:
|          | Загалом | Допрацездатний вік | Працездатний вік | Постпрацездатний вік |
| -------- | ------- | ------------------ | ---------------- | -------------------- |
| Чоловіки | 319     | 73                 | 229              | 17                   |
| Жінки    | 311     | 70                 | 200              | 41                   |
| Разом    | 630     | 143                | 429              | 58                   |